# Tyrone Power
Pour les articles homonymes, voir Power.

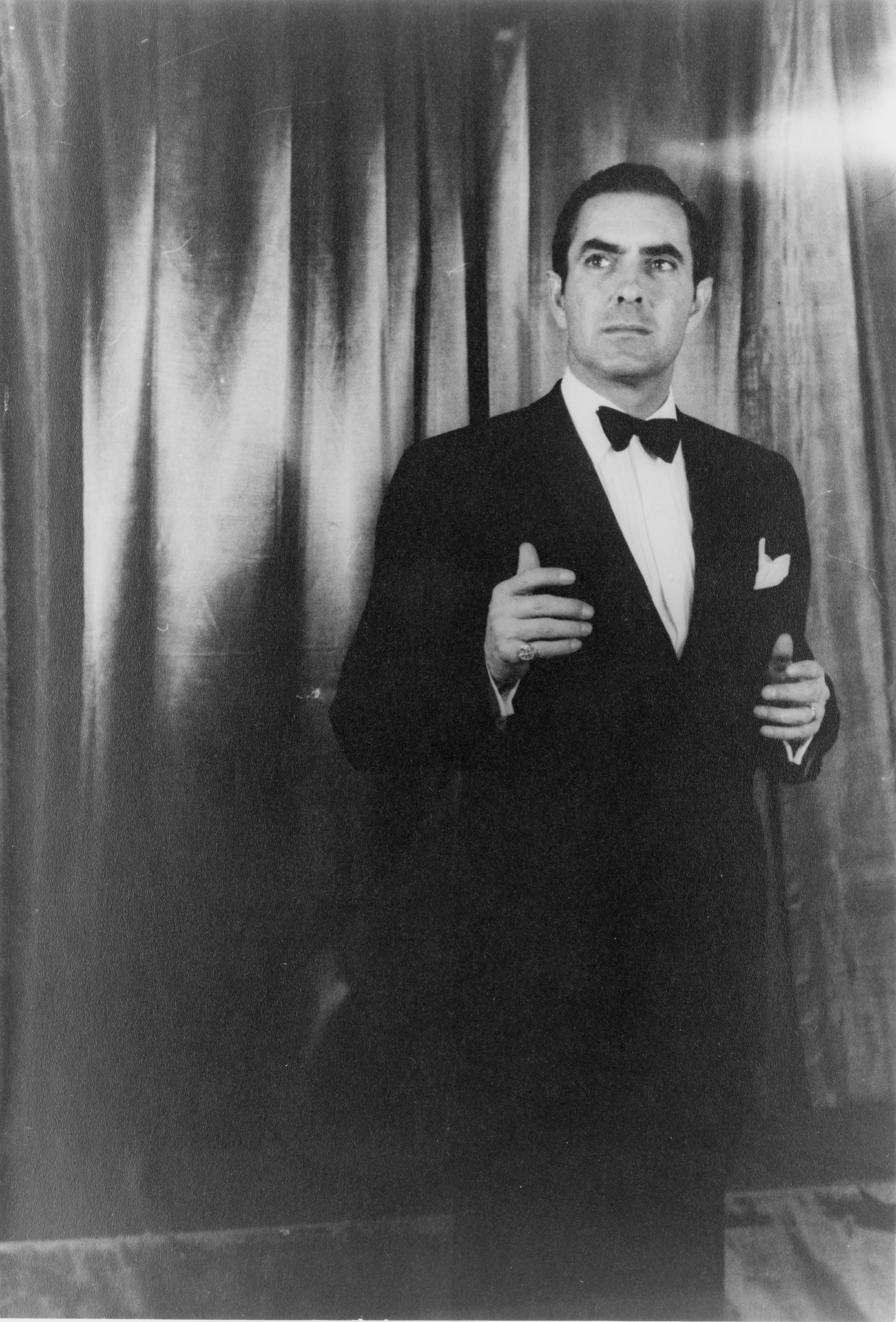
Tyrone Power en 1953.

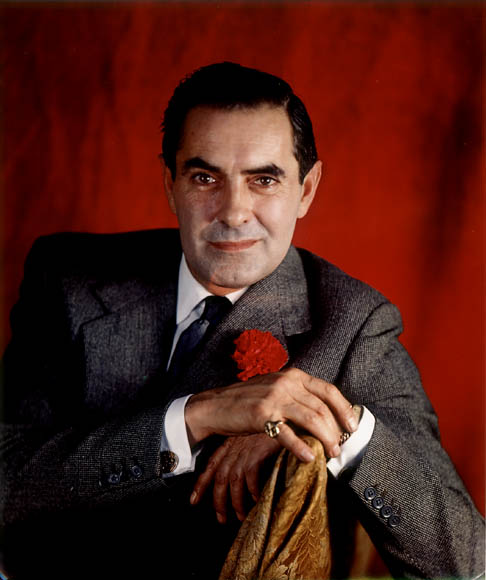
Tyrone Power en 1956.

Tyrone Edmund Power, Jr., né le 5 mai 1914 et mort le 15 novembre 1958, connu couramment sous le nom de Tyrone Power, est un acteur américain qui est apparu dans des dizaines de films dans les années 1930 à 1950, souvent comme protagoniste ayant un côté obscur.

## Biographie
Né à Cincinnati dans l'Ohio le 5 mai 1914, il est le fils unique de l'acteur né anglais Frederick Tyrone Edmond Power et de l'actrice Helen Emma "Patia" Reaume. Tyrone Power descend d'une lignée d'hommes de théâtre comme son arrière-grand-père, l'acteur irlandais Tyrone Power. Il va suivre les pas de son père Tyrone Power Sr. en jouant dans des films américains dès l'âge de onze ans dans School for Wives en 1925, puis à l'âge de vingt-deux ans lorsqu'il joue dans le film Lloyd's of London, 1936. Il devient rapidement une idole, comme Rudolph Valentino avant lui, ses fans suivant ses activités hors cinéma, comme jouer au polo.
Tyrone Power meurt d'une attaque cardiaque à Madrid en Espagne, lors du tournage de Salomon et la Reine de Saba (Solomon and Sheba) en 1958, à l'âge de 44 ans (il est remplacé dans le film par Yul Brynner). Il est enterré au Hollywood Forever Cemetery, cimetière à Hollywood en Californie.

### Vie privée
Tyrone Power épouse la comédienne française Annabella, née Suzanne Charpentier (1907-1996), le 23 avril 1939, dont il divorce le 26 janvier 1948. Il adopte Anne (1928-2011), la fille d'Annabella et d'Albert Dieudonné, le "Napoléon" d'Abel Gance. Le 27 janvier 1949, il se remarie avec la comédienne Linda Christian (1923-2011) à Rome dans la basilique Santa Francesca Romana, épouse dont il divorce le 7 août 1956. Ils ont deux filles, Romina Francesca Power, née en 1951, et Taryn Power (1953-2020). En troisièmes noces, il épouse Deborah Ann Montgomery Minardos (1931-2006), le 7 mai 1958. Leur fils, Tyrone William Power IV, naît en 1959 après la mort de son père. Tyrone Power a eu de nombreuses liaisons avec des actrices d'Hollywood, dont Judy Garland, qui tomba enceinte de lui et fut obligée d'avorter sous la pression de ses producteurs, et Lana Turner.

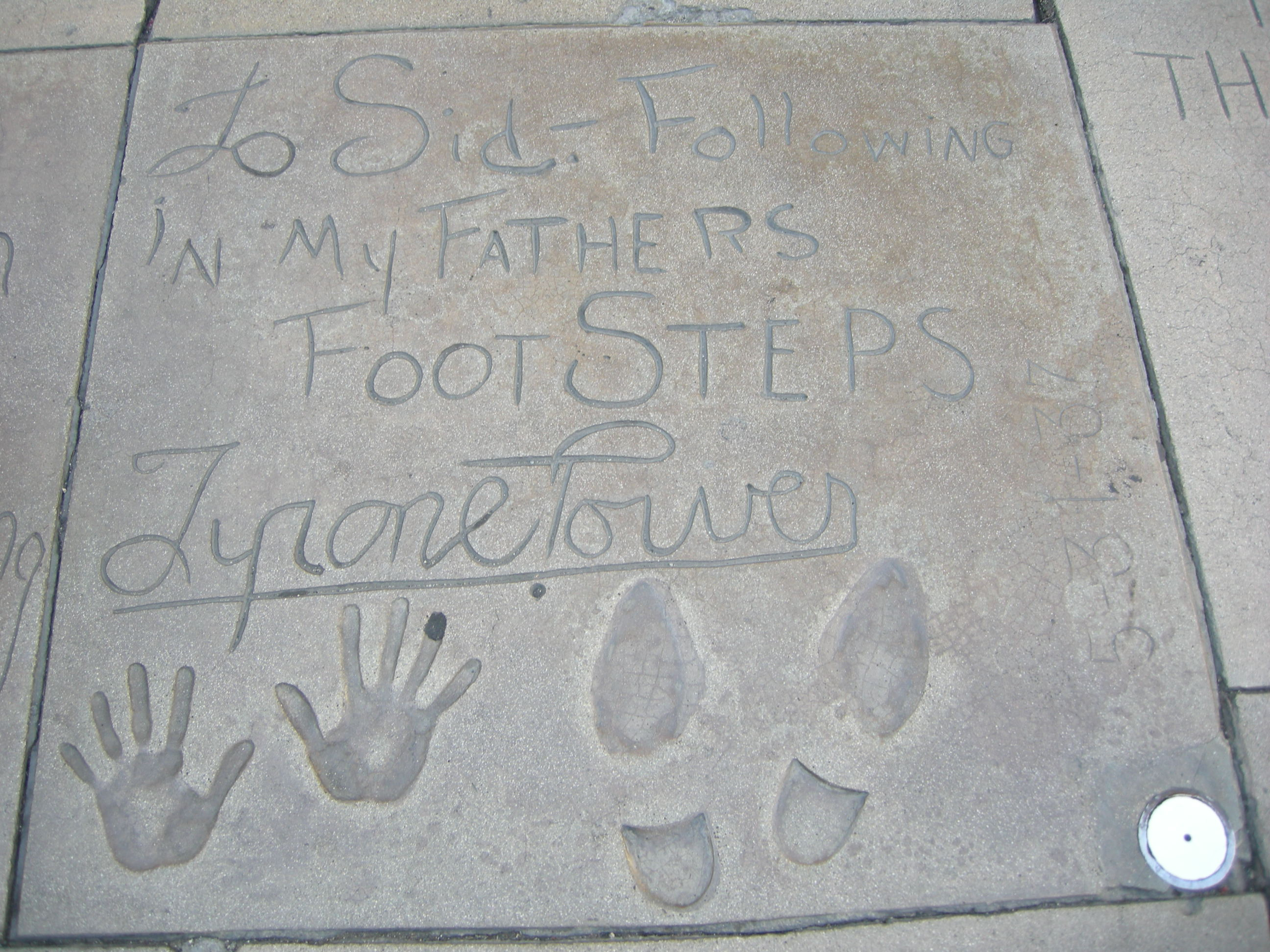
Empreintes de Tyrone Power sur le parvis du Grauman's Chinese Theatre à Hollywood.

## Filmographie
- 1925 : School for Wives de Victor Halperin
- 1930 : La Piste des géants (The Big Trail) de Raoul Walsh
- 1932 : Tom Brown of Culver de William Wyler
- 1934 : Mademoiselle Général (Flirtation Walk) de Frank Borzage
- 1936 : Dortoir de jeunes filles (Girls' Dormitory) de Irving Cummings
- 1936 : Quatre Femmes à la recherche du bonheur (Ladies in Love) de Edward H. Griffith
- 1936 : Le Pacte (Lloyd's of London) de Henry King
- 1937 : L'Incendie de Chicago (In Old Chicago) de Henry King
- 1937 : L'Amour en première page (Love is news) de Tay Garnett
- 1937 : Café métropole (Café Metropole) de Edward H. Griffith
- 1937 : Le Prince X (Thin Ice) de Sidney Lanfield
- 1937 : J'ai deux maris (Second honeymoon) de Walter Lang
- 1938 : La Folle Parade (Alexander's Ragtime Band) de Henry King
- 1938 : Marie-Antoinette de W. S. Van Dyke
- 1938 : Suez d'Allan Dwan
- 1939 : Le Brigand bien-aimé (Jesse James) de Henry King
- 1939 : Rose de Broadway (Rose of Washington Square) de Gregory Ratoff
- 1939 : La Fille du nord (Second Fiddle) de Sidney Lanfield
- 1939 : La Mousson (The Rains Came) de Clarence Brown
- 1939 : Dîner d'affaires (Daytime wife) de Gregory Ratoff
- 1940 : Johnny Apollo de Henry Hathaway
- 1940 : L'Odyssée des Mormons (Brigham Young) de Henry Hathaway
- 1940 : Le Signe de Zorro (The Mark of Zorro) de Rouben Mamoulian
- 1941 : Arènes sanglantes (Blood and Sand) (1941) de Rouben Mamoulian
- 1941 : Un Yankee dans la RAF (A Yank in the R.A.F.) de Henry King
- 1942 : Le Chevalier de la vengeance (Son of fury) de John Cromwell
- 1942 : Âmes rebelles (This above all) d'Anatole Litvak
- 1942 : Le Cygne noir (The Black Swan) de Henry King
- 1943 : Requins d'acier (Crash Dive) d'Archie Mayo
- 1946 : Le Fil du rasoir (The Razor's Edge) d'Edmund Goulding
- 1947 : Le Charlatan (Nightmare Alley) d'Edmund Goulding
- 1947 : Capitaine de Castille (Captain from Castile) de Henry King
- 1948 : L'Énigmatique Monsieur Horace (The Luck of the Irish) de Henry Koster
- 1948 : Scandale en première page (That Wonderful Urge) de Robert B. Sinclair
- 1949 : Échec à Borgia  (Prince of foxes) de Henry King
- 1950 : La Rose noire (The Black Rose) d'Henry Hathaway
- 1950 : Guérillas (American Guerrilla in the Philippines) de Fritz Lang
- 1951 : L'Attaque de la malle-poste (Rawhide) d'Henry Hathaway
- 1951 : Le Grand Choc (The House in the Square ou I'll never forget you) de Roy Ward Baker
- 1952 : Courrier diplomatique (Diplomatic Courier) d'Henry Hathaway
- 1952 : La Dernière Flèche (Pony Soldier) de Joseph M. Newman
- 1953 : Le Gentilhomme de la Louisiane (The Mississippi Gambler) de Rudolph Maté
- 1954 : Capitaine King (King of the Khyber Rifles) de Henry King
- 1955 : Ce n'est qu'un au revoir (The Long gray line) de John Ford
- 1955 : Tant que soufflera la tempête (Untamed) de Henry King
- 1956 : Tu seras un homme, mon fils (The Eddy Duchin Story) de George Sidney
- 1957 : Pour que les autres vivent (Seven Waves Away) de Richard Sale
- 1957 : Quand se lève la lune (The Rising of the Moon) de John Ford
- 1957 : Le soleil se lève aussi (The Sun Also Rises) de Henry King
- 1957 : Témoin à charge (Witness for the Prosecution) de Billy Wilder

## Voix françaises
| - Roger Rudel dans : - Échec à Borgia - Guérillas - L'Attaque de la malle-poste - La Dernière Flèche - Courrier diplomatique - Capitaine King - Tant que soufflera la tempête - Témoin à charge - Le soleil se lève aussi - Yves Furet dans : - Le Brigand bien-aimé - Le Signe de Zorro - Arènes sanglantes - Le Cygne noir (1er doublage) - Le Fil du rasoir - Capitaine de Castille - La Rose noire (1er doublage) - Le Gentilhomme de la Louisiane | - René Dary dans : - L'Incendie de Chicago - La Folle Parade - J'ai deux maris - Marc Cassot dans : - Ce n'est qu'un au revoir - Tu seras un homme, mon fils - Pour que les autres vivent Et aussi - Jean Roche dans Le Cygne noir (2e doublage) - Roger Rudel dans Échec à Borgia - Michel Papineschi dans La Rose noire (2e doublage) |